# モリタウン
モリタウンとは、東京都昭島市にある大型ショッピングモールで、1984年4月に開設された。昭和飛行機都市開発株式会社（2020年10月に昭和飛行機工業株式会社より分社）が管理・運営する昭島駅北口エリア「東京・昭島 モリパーク」（旧エリア名称「昭島 昭和の森」）の一角に存在し、イトーヨーカドーやスポーツ用品店、映画館をはじめとする専門店で成り立っており、年間約1000万人が訪れる。
またモリタウンの北西にあった飛行機製造工場の跡地に、2015年にモリパーク アウトドアヴィレッジがオープンしている。管理・運営はモリタウンと同じ昭和の森綜合サービス株式会社で、駐車場も共通となっている。

## 店舗
- イトーヨーカドー - 開店当初はエスパだったが2012年にイトーヨーカドーへ業態転換。

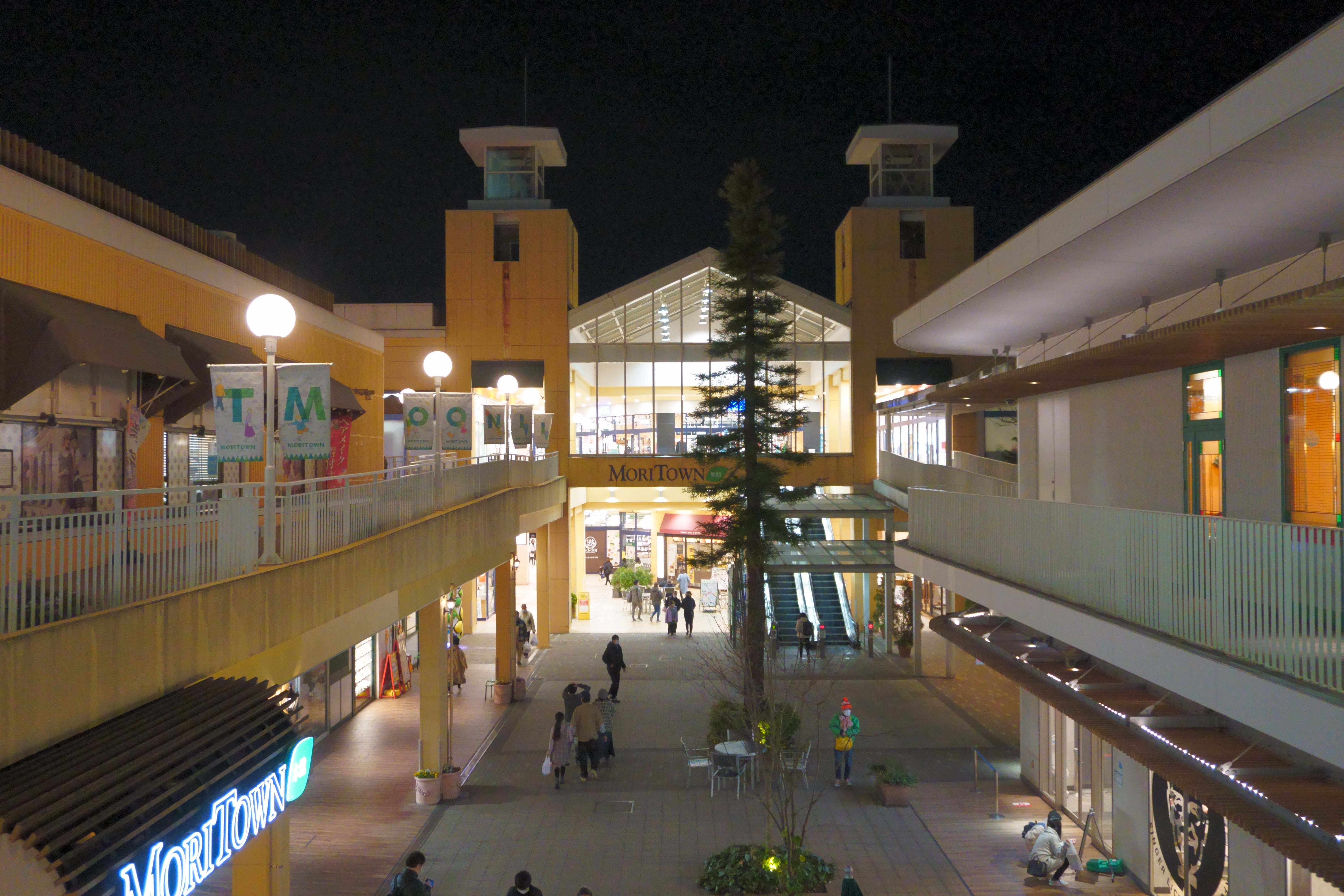
夜のモリタウン

- トイザらス
- MOVIX昭島
- スポーツデポ
- ニトリ
- ユニクロ
- 無印良品
- ABCマート

など、約150店舗。

## アクセス
- 中央線・青梅線[2]
  - 特別快速にて東京駅より約60分、新宿駅より約40分[2]。
  - 立川駅より8分[2]。
- 青梅線「昭島駅」北口[2]